# Солистичка каденца
Израз каденца (итал. и енг. Cadenza) у музици има два значења: 
1. Једно од њих сте већ упознали на часовима солфеђа, певајући у разложеним акордима каденце у разним тоналитетима: у том смислу (мелодијском и хармонском), каденца је низ акорада који карактерише одређени тоналитет и којим се завршава музичка целина.
2. Но, каденца има и друго значење: одломак који изводи солиста сам, док (клавирска или оркестарска) пратња паузира, као на пример:
Таква, солистичка каденца се налази најчешће при крају композиције (први став концерта, мада може и у осталим ставовима). Обично се бележи ситнијим нотама, а изводи се у слободном темпу, без поделе у тактове, као каква импровизација (и заиста, у класичним концертима композитори обично нису ни компоновали каденцу, већ су препуштали извођачу да је импровизује и у њој прикаже сву своју виртуозност, али и музикалност). 

Солистичка каденца се обично јавља на корони и често се завршава трилером, који припрема поновни улазак клавира или оркестра.